# Argyrogramma subaerea
Argyrogramma subaerea là một loài bướm đêm trong họ Noctuidae.